# Miłość, muzyka, mordobicie
Miłość, muzyka, mordobicie – trzeci album zespołu Big Cyc wydany w 1992 przez Bass Records. W 1998 nakładem Silvertonu ukazała się reedycja albumu.

## Lista utworów
1. „Woody Allen” – 4:35
2. „Czarne garnitury” – 4:21
3. „Twoje glany” – 3:11
4. „Promień nad głową” – 4:37
5. „Jak słodko zostać świrem” – 4:01
6. „Nie będziemy śpiewać po angielsku” – 4:03
7. „Villago, villago” – 0:58
8. „Nowe kombinacje” – 2:08
9. „Pobudka dla nieboszczyka” – 3:15
10. „Zwiewam z budy” – 5:52
11. „Historia z koszar” – 4:48
12. „Buntownik z aerozolu” – 3:26
13. „Gdy zamawiam pierwsze piwo” – 4:21

## Skład
- Jacek Jędrzejak – gitara basowa, śpiew
- Roman Lechowicz – gitary, śpiew
- Jarosław Lis – perkusja, śpiew
- Krzysztof Skiba – śpiew

gościnnie
- Wojciech Koralewski – instrumenty klawiszowe, flet
- Tomasz Rakowski – harmonijka ustna, śpiew